# Sambégou Bangoura
Sambégou Bangoura (ur. 3 kwietnia 1982 w Konakry) – gwinejski piłkarz występujący na pozycji napastnika.

## Kariera klubowa
Bangoura profesjonalną karierę rozpoczynał w rodzimych klubach Gangan FC i AS Kaloum Star. W 2000 roku przeszedł do belgijskiego KSC Lokeren. Debiut w Eerste Klasse zaliczył 12 sierpnia 2000, w bezbramkowo zremisowanym spotkaniu z R.A.A. Louviéroise. Łącznie w tamtym sezonie rozegrał 30 spotkań i strzelił trzynaście goli. Natomiast jego zespół zajął czwartą pozycję w lidze. W kolejnym sezonie zdobył 12 bramek w 25 występach. W ostatnim roku pobytu na Daknamstadion wywalczył z klubem trzecią pozycję w Jupiler League, a indywidualnie zajął szóste miejsce w klasyfikacji strzelców.
W 2003 roku przeszedł do Standardu Liège. W 2004, po zajęciu trzeciej pozycji w lidze, w ubiegłym sezonie, grali w Pucharze UEFA. Te rozgrywki zakończyli jednak już na fazie grupowej. W tym samym sezonie uplasowali się na czwartym miejscu w Jupiler League, a Bangoura na trzeciej wśród strzelców.
Latem 2005 za 1,25 miliona euro został sprzedany do angielskiego Stoke City F.C. W debiutanckim sezonie rozegrał tam 24 ligowe spotkania i zdobył 9 bramek. Jednak w następnej edycji rozgrywek stracił miejsce w składzie i zagrał zaledwie cztery razy w Football League Championship.
W styczniu 2006, na zasadzie wypożyczenia powrócił do Belgii, a konkretnie do FC Brukseli. Ten zespół nie postanowił go wykupić i Bangoura podpisał kontrakt z portugalską Boavistą Porto. Nie odzyskał tam dawnej formy strzeleckiej. W Superlidze zdążył strzelić jednego gola. Był stamtąd wypożyczony do hiszpańskiego Cádiz CF. W 2008 przeszedł do greckiego Panserraikosu. W 2010 roku wypożyczono go do libijskiego Al-Ahly Trypolis. W latach 2013–2014 grał w AS Kaloum Star, a następnie został piłkarzem RFC Tournai.
| Sezon   | Klub             | Kraj       | Rozgrywki                    | Mecze | Bramki |
| ------- | ---------------- | ---------- | ---------------------------- | ----- | ------ |
| 1999    | Gangan FC        | Gwinea     | Championnat National         | ?     | ?      |
| 1999/00 | AS Kaloum Star   | Gwinea     | Championnat National         | ?     | ?      |
| 2000/01 | KSC Lokeren      | Belgia     | Eerste Klasse                | 30    | 13     |
| 2001/02 | KSC Lokeren      | Belgia     | Eerste Klasse                | 26    | 12     |
| 2002/03 | KSC Lokeren      | Belgia     | Eerste Klasse                | 29    | 17     |
| 2003/04 | Standard Liège   | Belgia     | Eerste Klasse                | 20    | 5      |
| 2004/05 | Standard Liège   | Belgia     | Eerste Klasse                | 30    | 15     |
| 2005/06 | Standard Liège   | Belgia     | Eerste Klasse                | 3     | 1      |
| 2005/06 | Stoke City F.C.  | Anglia     | Football League Championship | 24    | 9      |
| 2006/07 | Stoke City F.C.  | Anglia     | Football League Championship | 4     | 0      |
| 2006/07 | FC Bruksela      | Belgia     | Eerste Klasse                | 12    | 3      |
| 2007/08 | Boavista Porto   | Portugalia | Portugalska Superliga        | 13    | 1      |
| 2007/08 | Cádiz CF         | Hiszpania  | Segunda División             | 10    | 1      |
| 2008/09 | Panserraikos     | Grecja     | Alpha Ethniki                | 17    | 3      |
| 2009/10 | Panserraikos     | Grecja     | Alpha Ethniki                | 15    | 3      |
| 2010/11 | Al-Ahly Trypolis | Libia      | I. liga                      | ?     | ?      |
| 2010/11 | Panserraikos     | Grecja     | Alpha Ethniki                | 1     | 0      |
| 2011/12 | Panserraikos     | Grecja     | Beta Ethniki                 | 19    | 10     |
| 2012/13 | Panserraikos     | Grecja     | Beta Ethniki                 | 21    | 6      |
| 2013    | AS Kaloum Star   | Gwinea     | Championnat National         | ?     | ?      |
| 2013/14 | AS Kaloum Star   | Gwinea     | Championnat National         | ?     | ?      |
| 2014/15 | RFC Tournai      | Belgia     | Derde klasse                 | 7     | 0      |

## Kariera reprezentacyjna
Bangoura jest reprezentantem Gwinei. Był uczestnikiem Pucharu Narodów Afryki w 2004 roku oraz Pucharu Narodów Afryki w 2006 roku. Oba turnieje Gwinea zakończyła na ćwierćfinale, po porażkach z Mali i Senegalem.